# Johann Ludwig Huber
Johann Ludwig Huber (geboren am 21. März 1723 in Großheppach; gestorben am 20. September 1800 in Stuttgart) war ein deutscher Politiker, Jurist, Lyriker, Theologe und Philosoph.

## Leben
Huber wurde von seinem Vater, der Pfarrer in Großheppach war, von früher Kindheit an in den alten Sprachen unterrichtet, da er nach dessen Wunsch Theologe werden sollte. Er besuchte die „niederen Seminare“ in Denkendorf und Maulbronn und war danach Stipendiat des Tübinger Stifts, wo er 1743 die Magisterwürde erlangte. Nach dem Tod des Vaters wandte er sich der Jurisprudenz zu, promovierte 1749 zum Lizentiaten der Rechte und wurde Advokat beim Hofgericht in Stuttgart. 1751 wurde er Verwalter der Vogtei Nagold und 1756 der Vogtei Lustnau, zu der auch das Klosteramt Bebenhausen gehörte.
1762 wurde er schließlich Oberamtmann in Tübingen mit dem Rang und Titel eines Regierungsrats. Als solcher überzeugte er 1764 die Landstände und die Amtskollegien von der Unrechtmäßigkeit einer vom württembergischen Herzog Carl Eugen angestrebten Steuerveränderung, bei der ohne Zustimmung der Landstände der  Militärbeitrag des Landes um die Hälfte erhöht werden sollte. Das Scheitern des Projekts legte der Herzog Huber zur Last. In Tübingen und in ganz Württemberg dagegen wurde er für seinen mutigen Widerstand gegen den beabsichtigten Verfassungsbruch vielfach geehrt, so verlieh ihm die Tübinger Fakultät am 27. Mai 1764 den Doktorgrad. Als nun Huber zudem erklärte, für Militärausgaben bereits angesetzte sogenannte Monatssteuern nicht eintreiben zu können, verhängte der Herzog über Tübingen die militärische Exekution, das heißt, die Stadt wurde unter Militärverwaltung gestellt, enthob Huber ohne Anklage und förmliches Verfahren im Juni 1764 seines Amtes und ließ ihn zusammen mit dem Tübinger Bürgermeister und drei anderen angesehenen Bürgern verhaften und auf die Festung Hohenasperg bringen, wo er ihn sechs Monate lang gefangen hielt. Erst die Intervention des kaiserlichen Gesandten befreite ihn zu Weihnachten 1764 aus dem Kerker.
Da Huber nun ohne Amt und Einkommen war, setzten die Landstände ihm eine jährliche Pension von 600 Gulden aus, die es ihm ermöglichte, in den folgenden Jahren sich ganz seinen poetisch-literarischen Interessen zu widmen. Schon 1751 hatte er einen Band mit Oden, Liedern und Erzählungen veröffentlicht. 1783 folgte ein Band mit Gedichten, der bei dem Erlanger Buchhändler Johann Philipp Palm erschien. Von seinen geistlichen Liedern wurden fünf in das Württembergische Gesangbuch von 1791 aufgenommen, darunter Die Ernt ist da, es winkt der Halm. An dramatischen Werken erschien von ihm 1779 Das Lotto oder der redliche Schulze, ein Stück in einem Aufzug, und 1791 veröffentlichte er das Drama Tamara. Neben den lyrischen und dramatischen Arbeiten verfasste Huber mehrere theologische Schriften, darunter eine 1789 anonym erschienene Sammlung mit Vier Predigten für die Bürger und Bauern über die Klagen der Unterthanen gegen ihre Herren, besonders wegen des Wildpretts, der Frohnen, Abgaben, Theurung, und anderer Dinge, sowie zwei  Erinnerungsschriften, nämlich auf seinen lebenslangen Freund Eberhard von Gemmingen, dem die meisten von Hubers Werken gewidmet sind und auf dessen Bitten hin er 1788 nach Stuttgart gezogen war, sowie auf den Tübinger Logiker und Philosophen Gottfried Ploucquet. Sein letztes Werk war Etwas von meinem Lebenslauf und etwas von meiner Muse auf der Vestung (1798), eine autobiografische Schrift über die Zeit seiner Gefangenschaft auf dem Hohenasperg mit einer Sammlung dort verfasster Gedichte. Aus einem dieser Gedichte:
So ward der Elende an die Caucasische Felsen geheftet

Da frißt der Geir sein Eingeweid.

O! Daß kein Feind sie hört, die ungedultige Stimme,

Die Klage eines Augenbliks!

Er möchte den wimmernden Ton zusamt dem Unfall verspotten:

So ein Triumf gebührt ihm nicht!

Entreissen will ich mein Unglück und Leid dem sarcastischen Lächeln

Der Bosheit, die mit Thränen spielt.
Huber starb 1800 in Stuttgart im Alter von 77 Jahren.

## Werke
- De pictura principali, scriptura accessorio, dissertationem inauguralem. Dissertation. Tübingen 1747, Digitalisat.
- Oden, Lieder und Erzehlungen. Erhard, Frankfurt & Leipzig 1751.
- Versuche mit Gott zu reden. Reuttlingen 1775, Digitalisat.
- Das Lotto oder der redliche Schulze. Ein Nachspiel, in einem Aufzug. Für das Landvolk. Frankfurt a. M. 1779, Digitalisat.
- Vermischte Gedichte. Erlangen 1783, Digitalisat.
- Schreiben eines Predigers an seinen Collegen, über die hie zu Lande gewöhnlichen Tisch-Gebete. Nebst einigen neuen Tisch-Gebeten. Tübingen 1786, Digitalisat.
- An Gallien im October 1789. Gedicht. Tübingen 1790. Auch abgedruckt in: Berlinische Monatsschrift. November 1790, S. 470–473, Digitalisat.
- Vier Predigten für die Bürger und Bauern über die Klagen der Unterthanen gegen ihre Herren, besonders wegen des Wildpretts, der Frohnen, Abgaben, Theurung, und anderer Dinge. 1789 (anonym erschienen).
- Des Kaysers Tod. Schramm, Tübingen 1790.
- Ploucquets Denkmal. Tübingen 1790.
- Tamira. Ein Drama. Nebst einer Abhandlung über das Melodrama. Cotta, Tübingen 1791.
- Denkmal des Herzoglich Wirtembergischen Präsidenten der Regierung Eberhard von Gemmingen. 1793, Digitalisat.
- Etwas von meinem Lebenslauf und etwas von meiner Muse auf der Vestung. Ein kleiner Beitrag zu der selbst erlebten Geschichte meines Vaterlandes. Steinkopf, Stuttgart 1798, Digitalisat.

Übersetzungen
- Théodore Agrippa d’Aubigné: Denkwürdigkeiten aus dem Leben des Theodor Agrippa d'Aubigné, Stallmeisters von Heinrich dem Vierten von ihm selbst an seine Kinder geschrieben. Tübingen 1780, Digitalisat.